# Paradinas de San Juan (kommunhuvudort)
Paradinas de San Juan är en kommunhuvudort i Spanien.   Den ligger i provinsen Provincia de Salamanca och regionen Kastilien och Leon, i den centrala delen av landet, 140 km nordväst om huvudstaden Madrid. Paradinas de San Juan ligger 852 meter över havet och antalet invånare är 569.
Terrängen runt Paradinas de San Juan är platt, och sluttar norrut. Runt Paradinas de San Juan är det glesbefolkat, med 9 invånare per kvadratkilometer. Närmaste större samhälle är Peñaranda de Bracamonte, 9,9 km söder om Paradinas de San Juan. Trakten runt Paradinas de San Juan består till största delen av jordbruksmark.